# Olaf Kaprzyk
Olaf Kaprzyk (ur. 16 maja 2002) – polski aktor. Znany z serialu Barwy szczęścia.

## Kariera
Zadebiutował w 2006 roku epizodyczną rolą w polskiej komedii Niania. Rok później w Barwach szczęścia otrzymał rolę Stasia, najmłodszego syna Pyrków, którego gra do dziś.

## Filmografia
| Rok     | Tytuł           | Rola             |
| ------- | --------------- | ---------------- |
| 2006    | Niania          | Olafek (odc. 59) |
| od 2007 | Barwy szczęścia | Stanisław Pyrka  |